# Psammotherma
Psammotherma (лат.) — род ос-немок из подсемейства Mutillinae.

## Описание
Южная Африка. Самцы чёрного цвета обладают необычными увеличенными (у Psammotherma flabellata гребневидными) усиками. Грудь отчётливыми парапсидальными бороздками, скутеллюм с глубокими бороздами. Переднее крыло с 3 кубитальными ячейками. У самцов 13-члениковые усики, у самок — 12-члениковые. Тело в густых волосках. Самка осы пробирается в чужое гнездо и откладывает яйца на личинок хозяина, которыми кормятся их собственные личинки.

## Систематика
Относится к трибе Mutillini Bischoff, 1920.
- Psammotherma cynanochroa Andre
- Psammotherma flabellata (Fabricius)